# Capella dels Socors
La Capella dels Socors és una obra del municipi de Tossa de Mar (Selva). És un edifici situat al final del carrer del Socors, de planta rectangular, volta de mig punt i coberta de doble vessant a laterals. La capella està orientada al nord. Forma part de l'Inventari del Patrimoni Arquitectònic de Catalunya.

## Descripció
La façana, arrebossada i pintada, consta d'un portal emmarcat de pedra amb una llinda arquejada, d'una fornícula de Sant Sebastià, d'un òcul i d'un campanar de cadireta reformat a finals del segle xix i amb una campana de 1943. Tota ella està arrebossada i pintada excepte les angles i el portal, que deixen veure les pedres cantoneres i del marc de la porta. Com a testimoni de la fundació de la capella, el promotor Antoni Caixa va fer gravar a la llinda del portal una bala de mercader, símbol de la professió, una creu i la inscripció JESUS MARIA JOSEP 1593 de la qual resta una part.

## Història
Es tracta d'una capella d'origen mariner que Antoni Caixa, patró, mercader i negociant, va fer construir amb llicència episcopal el 1593, en el lloc anomenat el camp de la Creu, just on el camí ral es bifurcava cap a la Carbonera i cap a Lloret de Mar. Originalment el seu emplaçament era un indret solitari, enmig d'horts i relativament allunyat del portal de la Vila Vella. És possible que l'origen de la construcció sigui una prometença d'Antoni Caixa en algun moment de perill al mar. Aquest tipus de fundacions és comú a la costa catalana i n'hi ha exemples similars i de la mateixa època a pobles veïns com Blanes i Lloret de Mar. Se'n coneixen visites pastorals des del segle xvii (1667). Històricament ha tingut altars dedicats a la Mare de Déu i a Sant Antoni de Pàdua.
La capella va ser objecte de restauracions posteriors del primer terç del segle xviii (ca. 1718-20). En aquest moment s'amplià allargant-la i alçant-la tot fent una nova volta de canó. Desamortitzada el 1870, fou comprada per Miquel Martí i Vidal en nom del poble. A partir d'aquest moment també s'hi van fer reformes al terra, la porta, als arrebossats exteriors i al campanar (1889). El 1936 es va produir la destrucció d'altars, ornaments, imatges, campanes i bancs de la capella. En aquest episodi de grans destruccions de patrimoni artístic eclesiàstic es va acabar amb un retaule barroc de 1726, atribuït hipotèticament entorn de Pau Costa. La capella es va reconstruir entre 1943 i 1944 i les darreres reformes importants són de 1967, quan es va treure el cor i l'escala de caragol que hi duia, als peus de la nau i es van posar uns plafons de fusta pirogravats a les parets laterals.

## Tradicions
Pel que fa a les festes, arrels paganes i tradicions associades, el 2 de juliol s'hi celebra la festa de la Mare de Déu dels Socors, i el 29 de juny, la festa de St. Pere i ball de "es toquen a córrer", que consta de nou sardanes curtes i una espècie de galop per parelles al llarg del carrer dels Socors. Hi ha una llegenda relativa al treball en dies assenyalats, "La processó de les ànimes" i també existeix una llegenda vinculada a les entremaliadures infantils. Aquesta última és la història d'en "Xixanet i sa Mitja Cana", que explica un miracle de la verge salvant un infant de les urpes del dimoni, responent a les súpliques maternals.
D'altra banda, des d'aquesta capella es fa la sortida i l'arribada del tradicional pelegrí de Tossa, el dia 20 i 21 de gener, una peregrinació que arriba fins a Santa Coloma de Farners, originada per vots a Sant Sebastià contra les pestilències de principis del segle xv. De les moltes cançons, tonades i goigs vinculades als peregrins, n'hi ha una que fa: Tossa era abans, Tossa és encara / I ho serà en cent generacions. / Tossa ens és pàtria i ens és mare, / Tossa és per sobre de tots els mons.